# Chalcorana labialis
Chalcorana labialis es una especie de anfibio anuro de la familia Ranidae.

## Distribución geográfica
Esta especie se encuentra:
- en la isla de Grande Nicobar en las islas Andaman y Nicobar en la India;
- en la península de Malasia.[4]

Su presencia es incierta en Singapur.

## Publicación original
- Boulenger, 1887 : On new Batrachians from Malacca, The Annals and magazine of natural history; zoology, botany, and geology, sér. 5, vol. 19, p. 345-348[5]